# Трокмашівка
Трокмашівка — річка в Україні, у Роменському районі Сумської області. Ліва притока Сули (басейн Дніпра).

## Опис
Довжина річки приблизно 7,8 км.

## Розташування
Бере початок на західній стороні від Пушкарщини. Тече переважно на північний схід через Луки, Вакулки і впадає у річку Сулу, ліву притоку Дніпра.
Річку перетинає автомобільна дорога Н07